# Metin Erksan
Metin Erksan (* 1. Januar 1929 in Çanakkale, Türkei; † 4. August 2012 in Istanbul) war ein türkischer Filmregisseur, Schauspieler und Kunsthistoriker. Sein Film Susuz yaz gewann 1964 den Hauptpreis auf der Berlinale.
Erksan studierte Kunstgeschichte an der Universität Istanbul. Er führte bei 42 Filmen Regie, von denen er zwei auch produzierte, und schrieb die Drehbücher zu 29 Filmen. 1998 trat er in der Titelrolle von Alim Hoca auf.

## Auszeichnungen
- "Bestes Drehbuch" beim Türkischen Filmwettbewerb 1961 (Türk Filmleri Yarışması, 1961) für den Krimi Gecelerin Ötesi.
- Goldener Bär der Internationalen Filmfestspiele Berlin 1964 für das Drama Susuz yaz
- "Beste Regie beim Filmfestival von İzmir 1965 für Suçlular Aramızda
- "Beste Regie" und "bester Film" beim Filmfestival von Adana 1969 für Kuyu.
- Ehrung beim Filmfestival von Antalya 1987